# Золушка (фильм, 1914)
«Золушка» (англ. Cinderella) — американский драматический фильм Джеймса Кирквуда, продюсера Дэниела Фромана. 

## Сюжет
Золушка оказалась в семействе бедной родственницы после свадьбы её отца и женщины с дочками. В королевстве начинается бал, дочки мачехи пошли на него, а Золушка была вынуждена остаться, чтобы выполнить работу по дому. И вдруг возникла фея и снарядила Золушку в роскошном платье, но поставила ей условие: Золушка должна уйти с бала до 12 часов ночи...

## В ролях
| Актёр           | Роль          |
| --------------- | ------------- |
| Мэри Пикфорд    | Золушка       |
| Оуэн Мур        | принц Чарминг |
| Изабель Вернон  |               |
| Джорджия Уилсон |               |
| Люсиль Карни    |               |
| Инез Марсель    |               |
| Хейуорд Мак     |               |